# آلموت (منطقة)

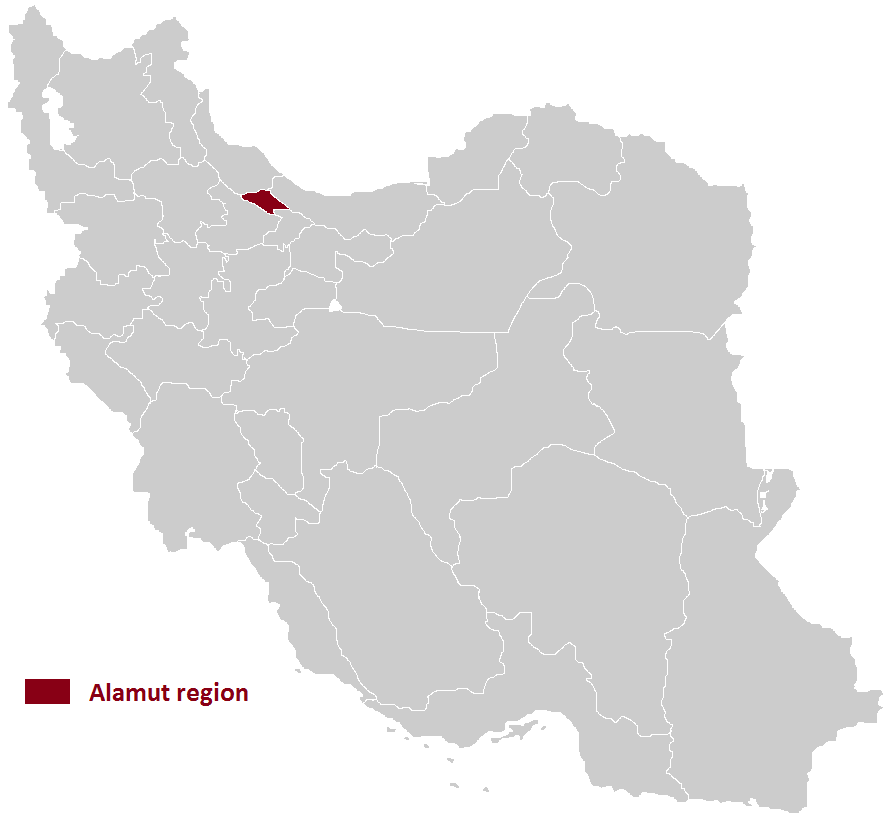
منطقة آلموت الجغرافية في إيران.

منطقة آلموت الجغرافية (بالفارسية: الموت)؛ آلاموت، آليموت، آلمُت، أليمُت) هي منطقة في إيران تشمل الأجزاء الغربية والشرقية من الحافة الغربية لسلسلة جبال ألبرز، بما فيها من سهل قزوين الجاف والقاحل في الجنوب والمنحدرات الغابية الكثيفة في مقاطعة مازندران في الشمال. بدءًا من قزوين نحو آلموت، مروراً بالمجموعة الأولى من التلال والانحناءات يعتبر كل هذا مكونًا رئيسيًا من طبيعة هذه المنطقة. كما أن هناك قلعتين كبيرتين للإسماعيليين في هذه المنطقة هما لمسر وآلموت. سيطر حسن الصباح وسفاحوه على هذه المنطقة لسنوات عديدة.

## التاريخ
في عام 1090م، اختار حسن الصباح، زعيم الحشاشين، طائفة من الإسماعيليين النزاريين في إيران، منطقة آلموت كمقره لعمل حملة تبشير وتحويل أتباع جدد. وقد ثبت أن هذا يمثل نقطة تحول لمصير وادي آلموت. كنتيجة لأكثر من قرنين من الحكم الإسماعيلي، شهدت المنطقة العديد من القلاع في جميع أنحاءها، تم تحديد ما لا يقل عن 20 «قلعة» يعود تاريخها إلى هذه الحقبة. القلعة الأكثر روعة في وادي آلموت هي قلعة ألموت، التي بنيت على قمة جرف صخري صخرة عالي يصل ارتفاعه إلى 2163 م فوق مستوى سطح البحر بالقرب من قرية غازور خان. يبلغ ارتفاع الجرف 200 متر ويغطي مساحة 20 هكتار (49 أكر)؛ بمنحدرها الحاد وواديها العميق الخطير، لا يمكن الوصول إلى الجرف حيث يشكل جزءًا من هيكل القلعة. حاليًا، لا تظهر سوى أطلال القلعة وبعض الأبراج، ولا يمكن اكتشاف الأجزاء الرئيسية إلا من خلال التنقيب الأثري.

### أمراء قلعة آلموت الذين حكموا الدولة الإسماعيلية النزارية من آلموت
| رئيس الدولة الاسماعيلية النزارية                   | فترة      | رئيس آلموت    |
| الداعي الأول حسن الصباح                            | 1090-1124 | 1. أفندي / رب |
| الداعي الثاني كيا بزرك اميد                        | 1124-1138 | 2. أفندي / رب |
| الداعي الثالث محمد بن بزرك اميد                    | 1138-1162 | 3. أفندي / رب |
| الإمام الثالث والعشرون الحسن علي بن حسن القاهر     | 1162-1166 | 4. أفندي / رب |
| الإمام الرابع والعشرون أعلى محمد بن الحسن علي      | 1166-1210 | 5. أفندي / رب |
| الإمام الخامس والعشرون جلال الدين حسن بن أعلى محمد | 1210-1221 | 6. أفندي / رب |
| الإمام السادس والعشرون علاء الدين محمد بن الحسن    | 1221-1255 | 7. أفندي / رب |
| الإمام السابع والعشرون ركن الدين خورشاه            | 1255-1256 | انتهت الدولة  |

إن زعيم الجماعة الإسماعيلية المعاصرة هو آغا خان. 

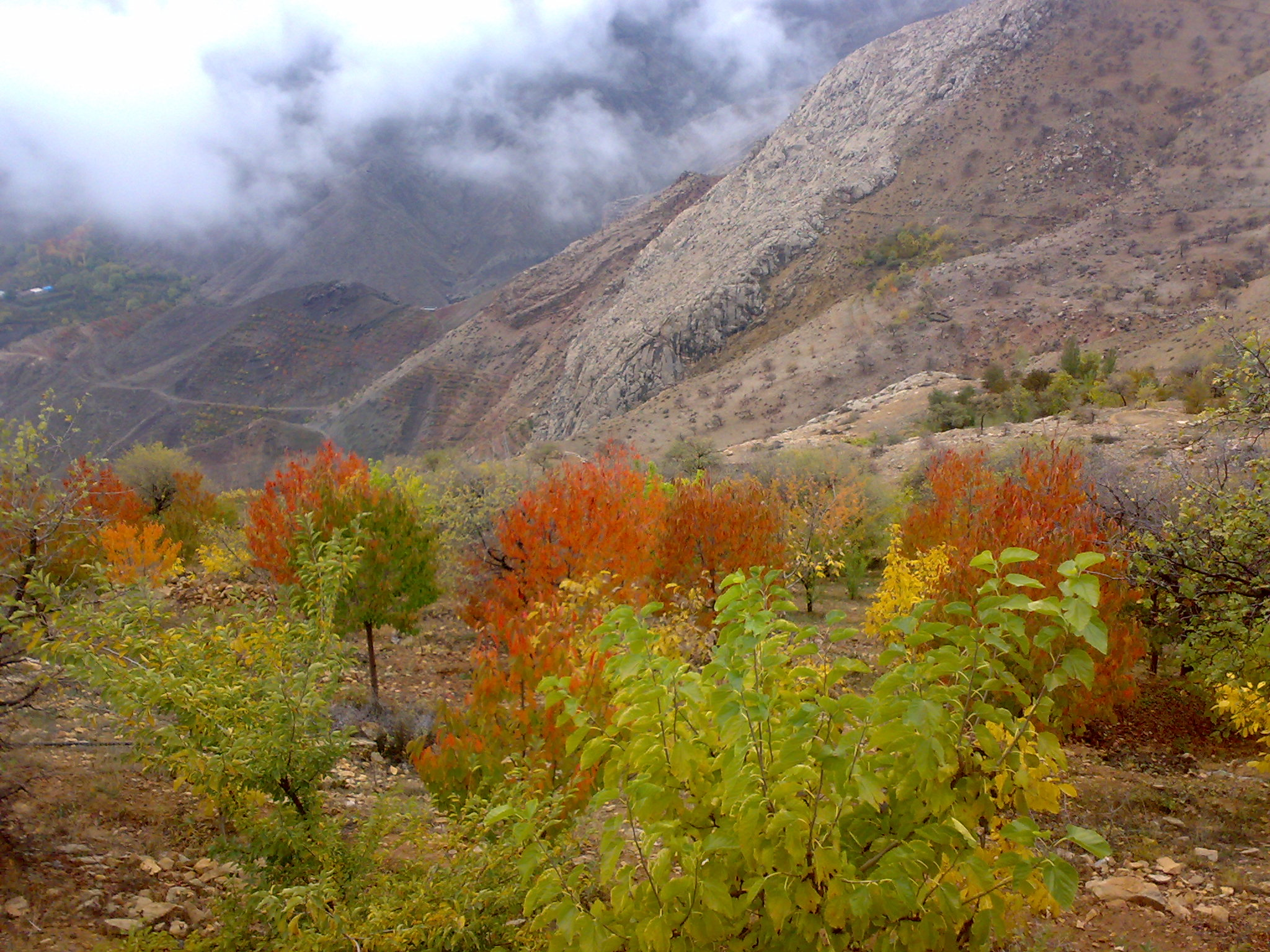
هير، غرب ألموت
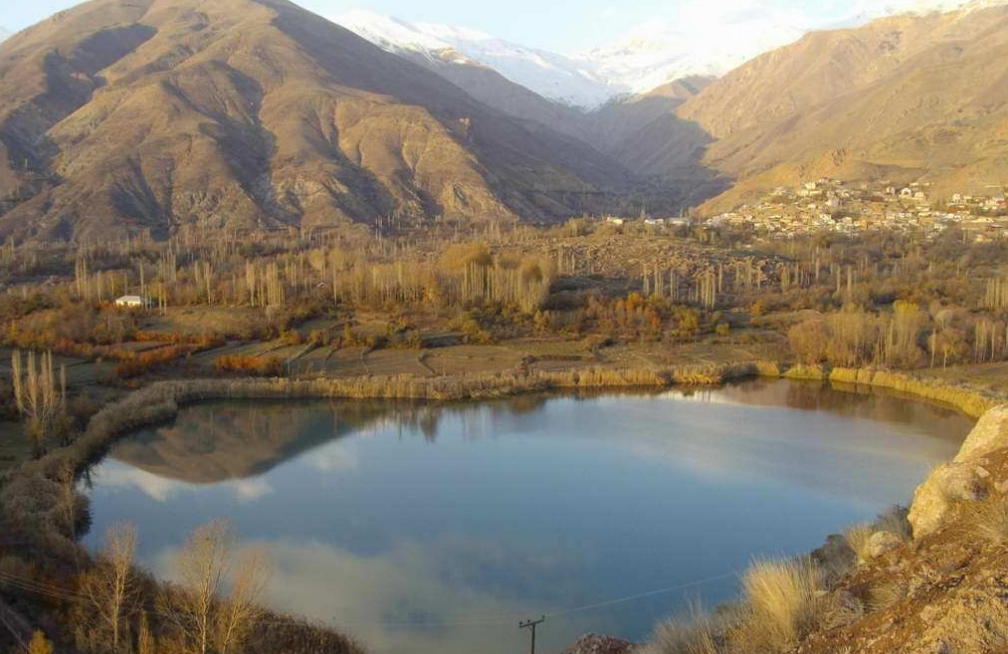
بحيرة أوان، شرق آلموت
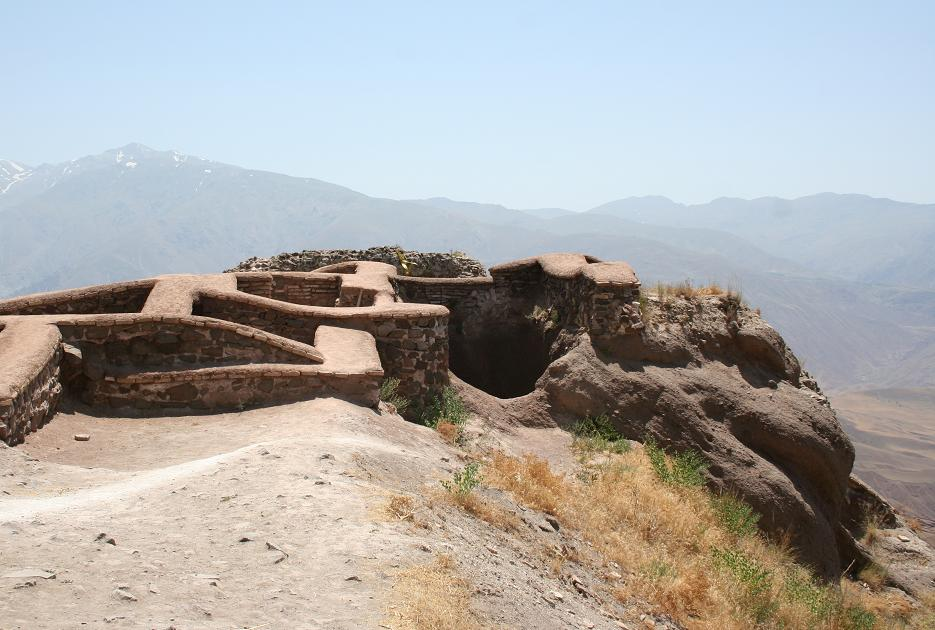
قلعة آلموت في إيران معقل الحشاشين الإسماعيليين

## حكام آلموت
- حسن الصباح
- كيا بزرك اميد
- محمد بن بزرك اميد
- باللغة التركية الهادي بن النزار

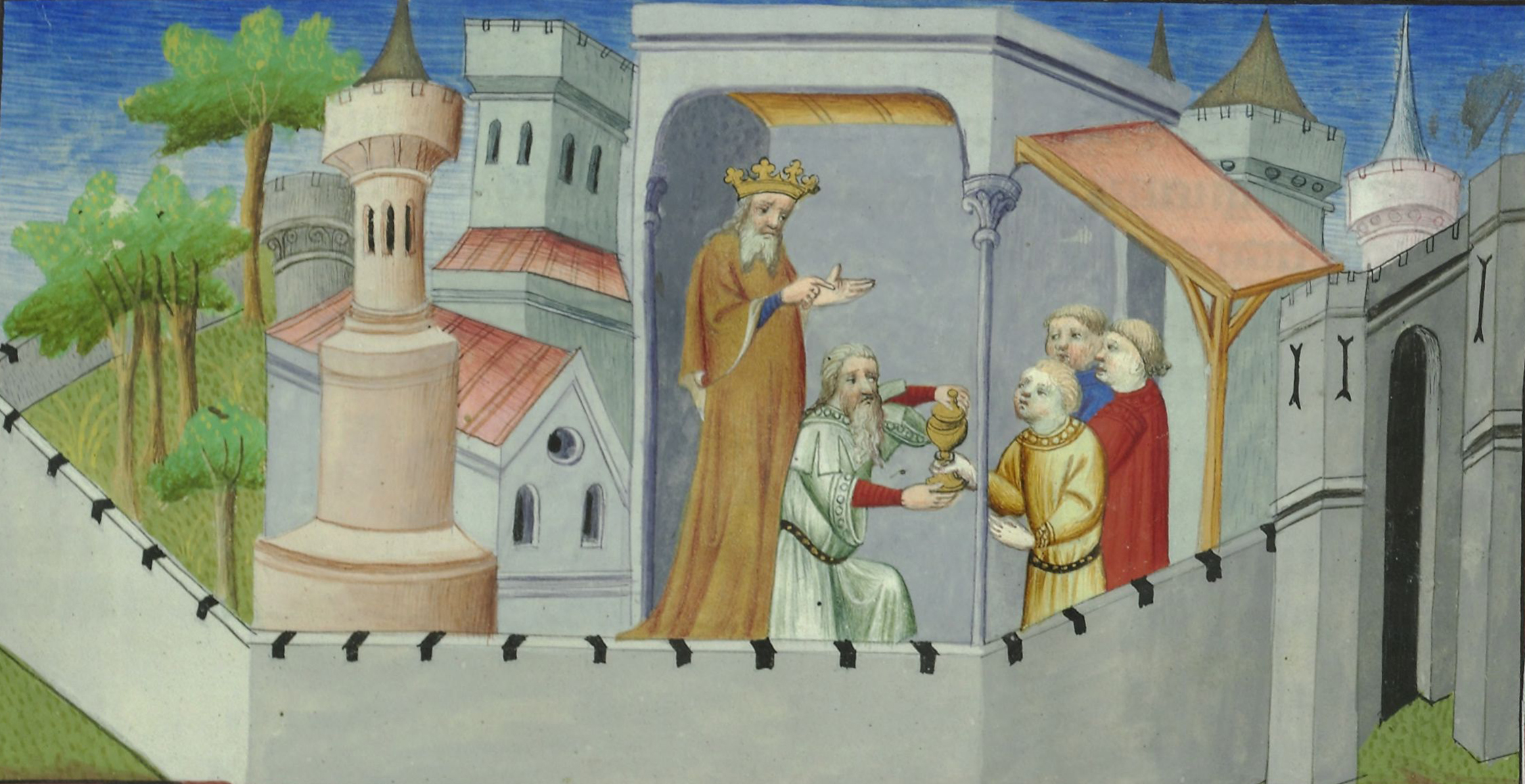
الإمام السادس والعشرون النزاري الإسماعيلي علاء الدين محمد الثالث بن جلال الدين حسن في كتاب رحلات ماركو بولو تأليف ماركو بولو. (المكتبة الوطنية الفرنسية)

- باللغة التركية المهتدي بن الهادي (محمد الأول)
- باللغة التركية الخير بن المهتدي بقوة الله / بأحكام الله (حسن الأول)
- الحسن علي بن حسن القاهر
- نور الدين محمد الثاني
- جلال الدين حسن
- علاء الدين محمد الثالث
- ركن الدين خورشاه (آخر حاكم لقلعة ألموت)